# Leiria
Leiria (lɐjˈɾi.ɐ) kisváros Portugáliában, a Középső (Centro) régióban, Lisszabontól közúton kb. 130–140 km-re északra. Lakossága 15 ezer fő volt 2011-ben.
A Lis folyó partján álló település 1545 óta püspöki város. Az eredeti római-kelta települést Collippo-nak hívták.

## Fő látnivalók
- A vár
- Az óváros
- A 12. századi São Pedro-templom
- A 16. századi Santuário de Nossa Senhora da Encarnação
- A Sé-templom

## Galéria

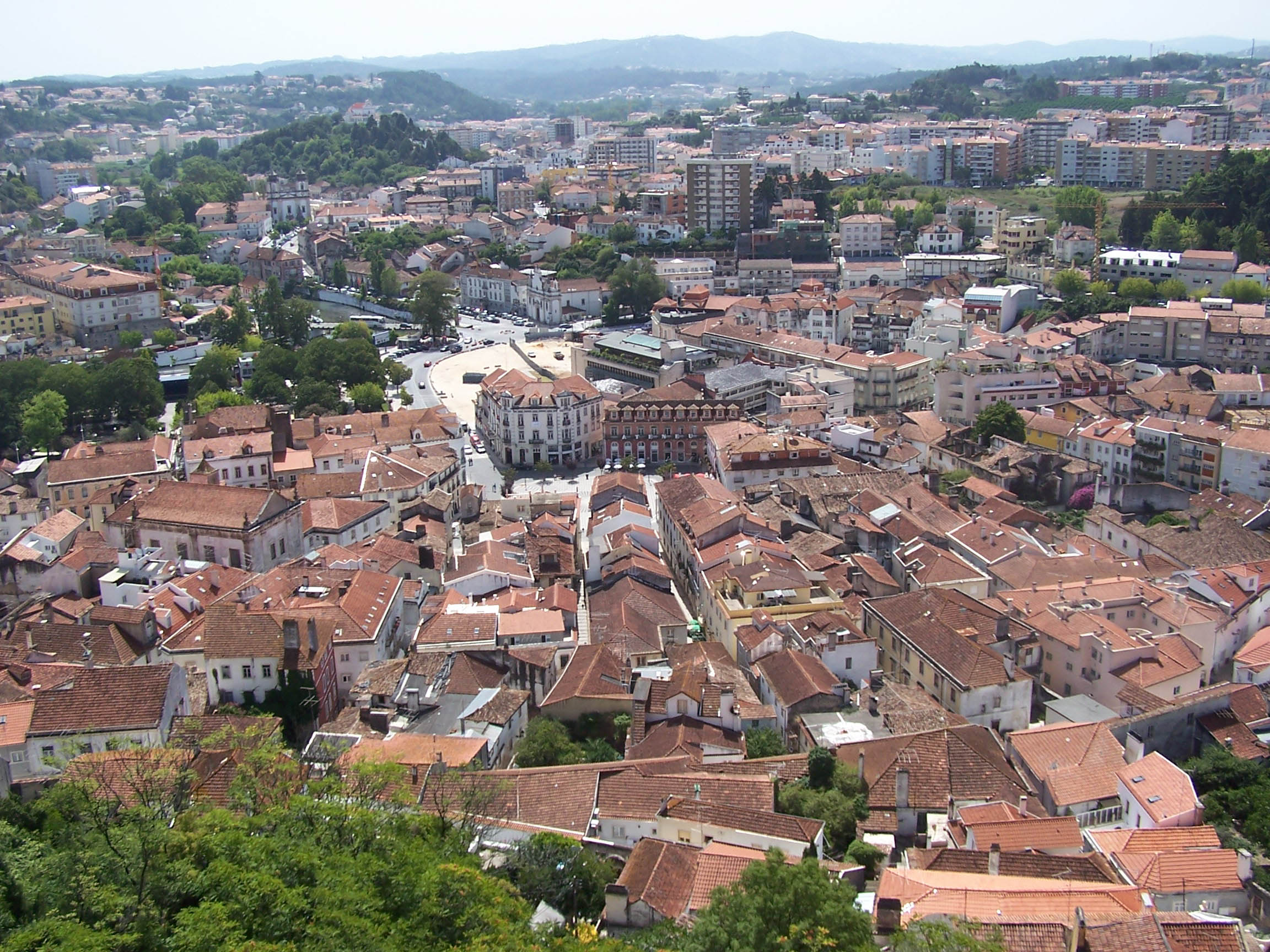
Városkép
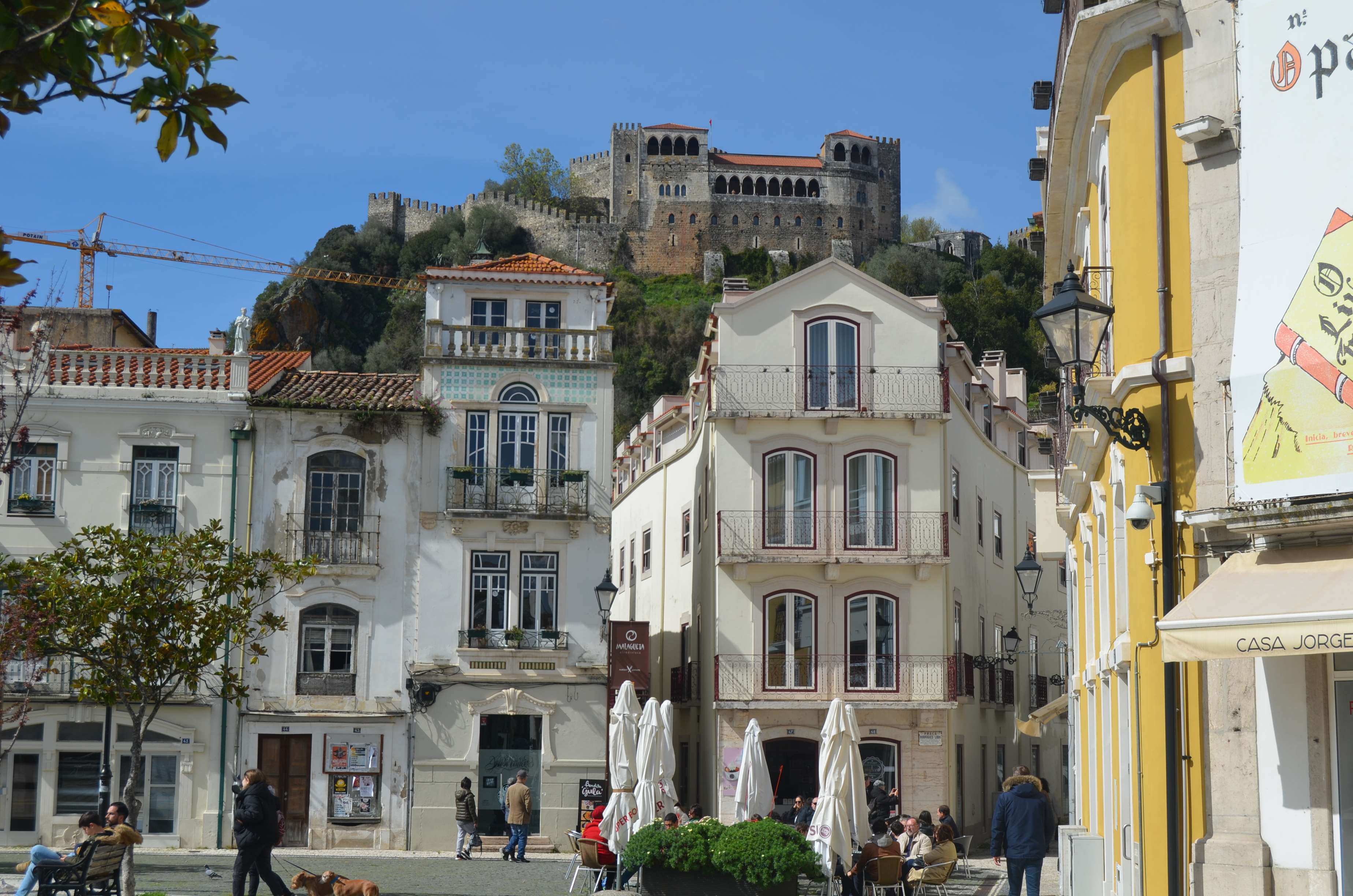
Az óváros a várral
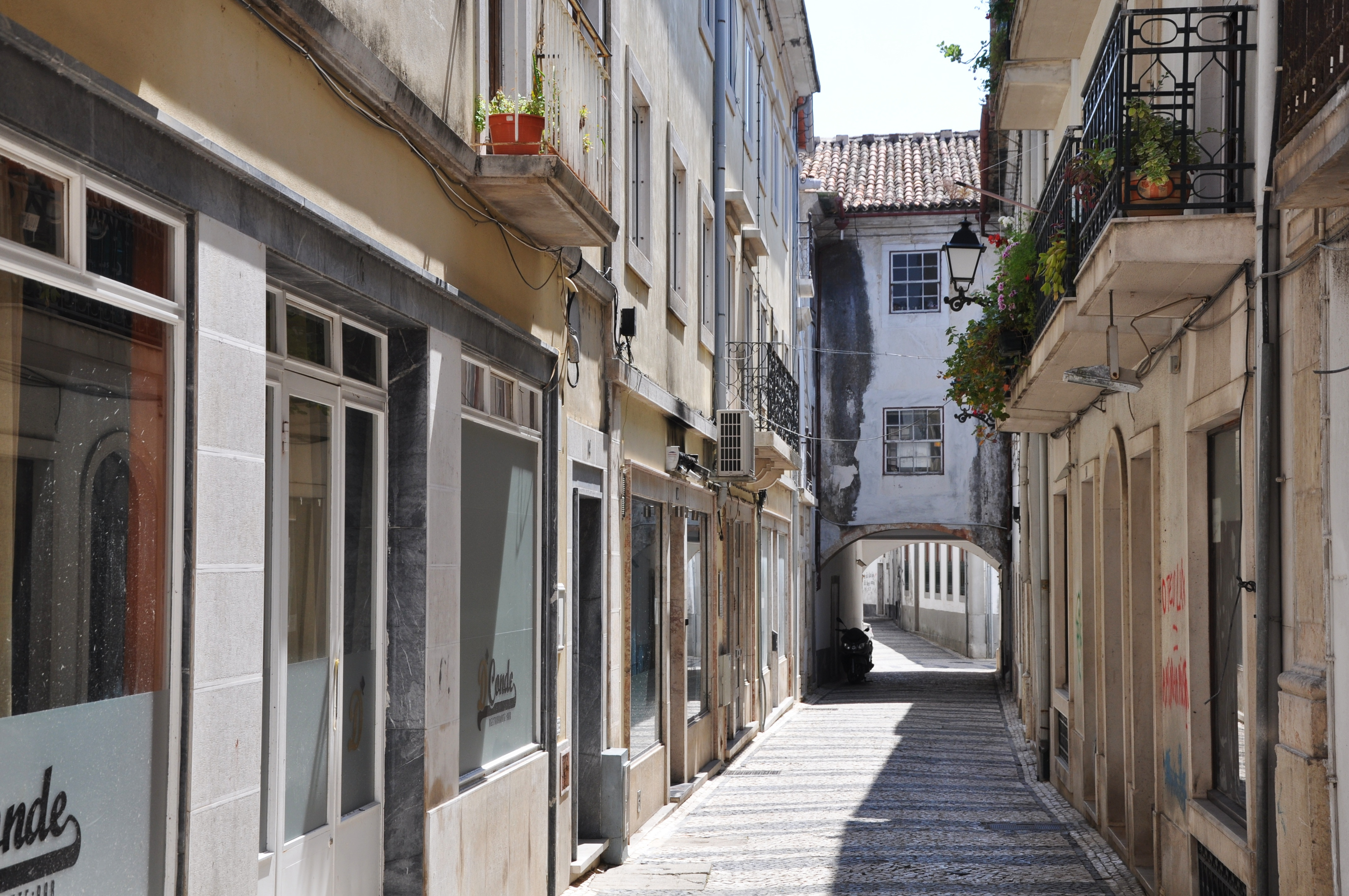
Az óváros
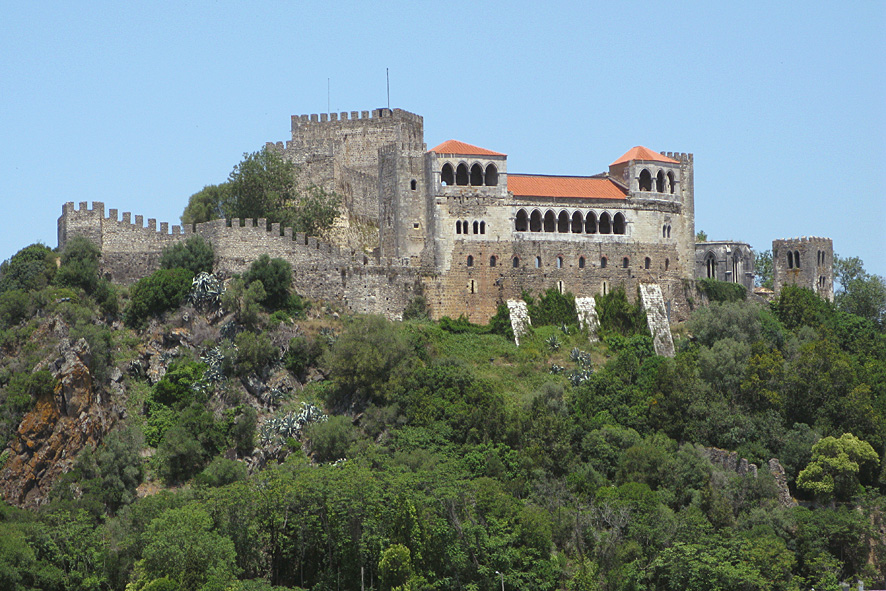
A vár
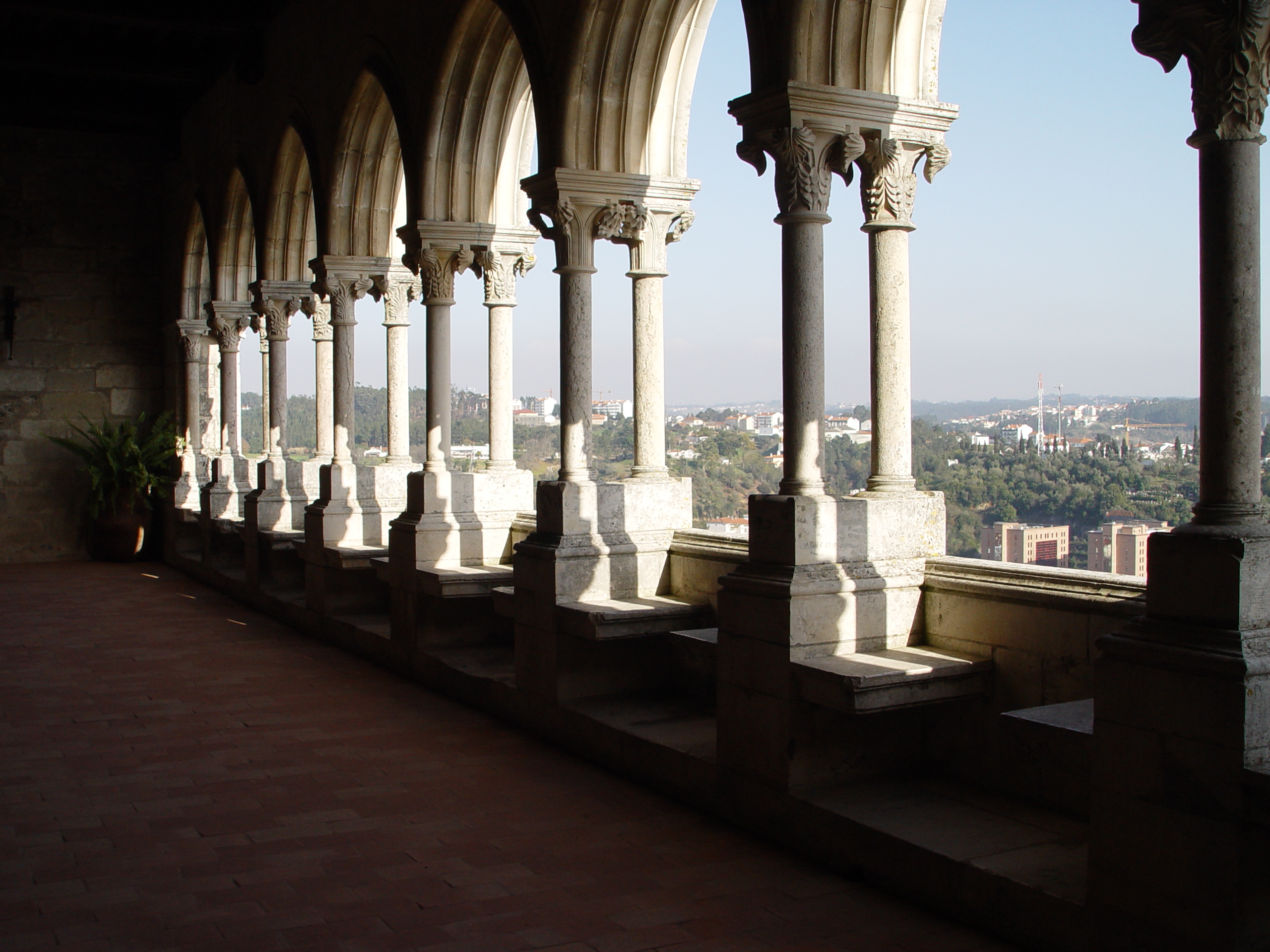
Gótikus galéria a várban